# Barnet
High Barnet hay Chipping Barnet là một địa điểm thuộc khu Barnet của Luân Đôn, Bắc Luân Đôn, Anh. Đây là một khu vực phát triển vùng ngoại ô được xây dựng xung quanh một khu định cư từ thế kỷ 12 và có vị trí cách 10 dặm (16 km) về phía bắc tây bắc của Charing Cross. Tên khu vực này thường được viết tắt là Barnet, nằm trong Khu Barnet của Luân Đôn.

## Dân số
| 1881                              | 4.283         |
| 1891                              | 4.563         |
| 1901                              | 2.893         |
| 1911                              | 3.954         |
| 1921                              | 4.154         |
| 1931                              | 6.018         |
| 1941                              | chiến tranh # |
| 1951                              | 7.062         |
| # không có số liệu vì chiến tranh |               |
| Nguồn: UK census                  |               |